# St. Augustinus Gelsenkirchen
Die St. Augustinus Gelsenkirchen GmbH ist ein katholischer Leistungsverbund für Medizin, Pflege und Pädagogik und Arbeitgeber von rund 4.500 Fachkräften an über fünfzehn Standorten in Gelsenkirchen, Gladbeck und Bottrop-Kirchhellen. Unter der Trägerschaft der St. Augustinus Propstei-Pfarrei betreibt die St. Augustinus Gelsenkirchen GmbH zehn Betriebsgesellschaften mit Krankenhäusern, Senioreneinrichtungen und Kindergärten.

## Geschichte
Zum 1. August 1996 wurde die St. Augustinus Gelsenkirchen GmbH gegründet. Bis dahin hatten die ehrenamtlich tätigen Mitglieder des Kirchenvorstandes der St. Augustinus-Gemeinde die Verantwortung für die Einrichtungen getragen.
97 Prozent der Anteile der Dachgesellschaft blieben in der Hand der Kirchengemeinde. Von 1999 bis zur Gemeindestrukturreform des Bistums Essen im Jahre 2007 war die Liebfrauengemeinde, Gelsenkirchen-Neustadt, Mitgesellschafterin der St. Augustinus Heime GmbH. Mit dem Aufgehen dieser Pfarrei in der neuen großen St.-Augustinus-Pfarrei vereinigten sich die Anteile in deren Hand. Drei Prozent der Anteile hält das Caritas-Trägerwerk des Bistums Essen.
Im Jahr 2007 wurde die Sankt Marien-Hospital Buer GmbH als vierte Betriebsgesellschaft in den Konzern der St. Augustinus Gelsenkirchen GmbH aufgenommen und ist seither eng mit dem Marienhospital Gelsenkirchen verbunden.
Im gleichen Jahr errichtete die Propsteipfarrei St. Augustinus Gelsenkirchen die St. Augustinus Gelsenkirchen Stiftung. Dieser Stiftung übertrug sie jene Betriebsgrundstücke, die den Betrieben der St. Augustinus Gelsenkirchen GmbH vertraglich überlassen sind.
Im Februar 2023 wurde bekannt, dass die St. Augustinus GmbH eine gemeinsame Holding mit dem Katholischen Klinikverbund Ruhrgebiet Nord GmbH (KKRN) gründet. Dies bedeutet, dass 20 Betriebsgesellschaften unter einem Dach zusammengefasst werden.

## Betriebsgesellschaften

### Elisabeth-Krankenhaus GmbH
Unter der Elisabeth-Krankenhaus GmbH wird das Elisabeth-Krankenhaus in Gelsenkirchen-Erle geleitet. Die Grundlage des medizinischen und klinischen Versorgungs- und Therapieprofils im Elisabeth-Krankenhaus Erle bilden gegenwärtig die beiden medizinischen Fachabteilungen Akutgeriatrie und Frührehabilitation sowie Psychiatrie und Psychotherapie mit zusammen 223 Betten.

### Elisabeth-Stift Katholische caritative GmbH
Anfänglich bestand die heutige Elisabeth-Stift katholische caritative GmbH lediglich aus dem Elisabeth-Krankenhaus. Später kamen das Kinder- und Jugendhaus St. Elisabeth, das Alten- und Pflegeheim St. Josef und die Wohnungsverwaltung hinzu.
Das Kinder- und Jugendhaus St. Elisabeth bietet 70 stationäre Plätze, darunter 54 Regelplätze, zwölf Intensivplätze für Jungen, vier Plätze mit niedrigem Betreuungsaufwand und Möglichkeiten für die flexible Nachbetreuung.
Im Alten- und Pflegeheim St. Josef stehen über 93 Plätze, in der Mehrzahl Einzelzimmer, für die stationäre und die Kurzzeitpflege zur Verfügung.
Seit Juli 2015 sind die Einrichtungen der Elisabeth-Stift katholische caritative GmbH unter dem Dach der St. Augustinus Gelsenkirchen in ein System von Dienstleistungsunternehmen des Sozial- und Gesundheitswesens integriert.

### Katholische Kliniken Emscher-Lippe GmbH
Die Katholische Kliniken Emscher-Lippe – KKEL – entstanden im Jahr 1999 durch den Zusammenschluss des St. Josef-Hospitals in Gelsenkirchen-Horst, des St. Barbara-Hospitals in Gladbeck, des St. Antonius-Krankenhauses in Bottrop-Kirchhellen, des St. Hedwig-Hospitals und des Seniorenzentrums St. Hedwig (beides in Gelsenkirchen-Resse).
Im Rahmen einer Restrukturierung wurde das St. Hedwig-Hospital zum Jahresende 2005 geschlossen und das Seniorenzentrum St. Hedwig erweitert.
Jährlich werden in den Kliniken rund 30.000 Patienten stationär versorgt, daneben finden rund 18.000 ambulante Untersuchungen und Behandlungen statt. Neben den Pflegeleistungen in Gelsenkirchen-Resse bieten die Katholische Kliniken Emscher-Lippe medizinische Leistungen vor allem in den Fachbereichen Chirurgie, Viszeralchirurgie, Innere Medizin, Kardiologie, Gastroenterologie, Diabetologie, Geriatrie, Neurologie, Gynäkologie, Psychiatrie/Psychotherapie und Gerontopsychiatrie, Strahlenheilkunde und Urologie.
Träger der Katholische Kliniken Emscher-Lippe GmbH ist seit Anfang 2018 die St. Augustinus Gelsenkirchen GmbH.

### Marienhospital Gelsenkirchen GmbH
Im Jahr 1996 wurde die Marienhospital Gelsenkirchen GmbH als Betriebsgesellschaft der St. Augustinus Gelsenkirchen GmbH gegründet. Mehr als 150 Jahre nach seiner Gründung ist das Marienhospital Gelsenkirchen mit aktuell 568 Betten das größte Akut- und Unfallkrankenhaus in Gelsenkirchen und akademisches Lehrkrankenhaus der Ruhr-Universität Bochum. Es handelt sich um zwölf Kliniken mit rund 1.300 Mitarbeiterinnen und Mitarbeitern. Pro Jahr werden rund 55.000 Patienten ambulant und 28.000 Patienten stationär behandelt.
2001 wurde die Arche Noah – Kurzzeiteinrichtung und Hospiz für Kinder mit 14 Pflegeplätzen in Betrieb genommen.
2003 ging die Kranken- und Kinderkrankenpflegeschule des Marienhospitals über in das Kirchliche Bildungszentrum für Gesundheitsberufe im Revier – KBG GmbH, an dem die Marienhospital Gelsenkirchen GmbH Gesellschafteranteile hält.

### Sankt Marien-Hospital Buer GmbH
Das Sankt Marien-Hospital Buer ist seit 1867 in Betrieb. Es verfügt über 257 Betten, die sich auf sieben Kliniken verteilen. Außerdem ist das Krankenhaus im Bereich der Fort- und Weiterbildung tätig und in verschiedene wissenschaftliche Studien eingebunden.
Seit dem Jahr 2007 ist die Sankt Marien-Hospital Buer GmbH eine Betriebsgesellschaft im Leistungsverbund der St. Augustinus Gelsenkirchen GmbH.

### St. Augustinus Energie GmbH
Diese Betriebsgesellschaft des St. Augustinus-Leistungsverbundes wurde zum 1. Januar 2021 gegründet. Die zentrale Aufgabe besteht in der Versorgung der Betriebsgesellschaften der St. Augustinus Gelsenkirchen GmbH mit Energie (Strom, Gas etc.).

### St. Augustinus Heime GmbH
1996 wurde die St. Augustinus Heime GmbH als eine Betriebsgesellschaft der St. Augustinus Gelsenkirchen GmbH gegründet. Dieser angeschlossen sind das St.-Vinzenz-Haus, die Kinder- und Jugendhilfeeinrichtung St. Josef, die Friedhofsverwaltung (katholischer Altstadtfriedhof und katholischer Neustadtfriedhof) sowie die Wohnungsverwaltung.
Das St.-Vinzenz-Haus bietet auf rund 93 Plätzen Pflege und Betreuung sowohl zum Wohnen als auch zur Kurzzeitpflege.
In der Kinder- und Jugendhilfeeinrichtung St. Josef können 111 Heranwachsende aufgenommen werden.

### St. Augustinus Kindergarten GmbH
Vier Einrichtungen gehören zur St. Augustinus Kindergarten GmbH: die Kindergärten St. Lucia, St. Martin und das Familienzentrum St. Nikolaus sowie als jüngste und besondere Einrichtung der Waldkindergarten St. Felix. Insgesamt verfügen sie über 222 Kindergartenplätze für Kinder im Alter von sechs Monaten bis sechs Jahren.

### St. Augustinus MVZ GmbH
Zum 1. Januar 2021 wurde mit dem Kinderarztzentrum Gelsenkirchen (MVZ KATZE) am Marienhospital Gelsenkirchen ein erstes Medizinisches Versorgungszentrum innerhalb des St. Augustinus-Leistungsverbundes in Betrieb genommen. Seitdem kommen kontinuierlich weitere MVZ in Gelsenkirchen und umliegenden Städten hinzu.

### St. Augustinus Service GmbH
Zu den wesentlichen Aufgaben der St. Augustinus Service GmbH gehören die Zuständigkeit und die Übernahme von Verantwortung für die Organisation und Realisierung von Service- und Dienstleistungen im Leistungsverbund.